# Orthosia tenuimacula
Orthosia tenuimacula är en fjärilsart som beskrevs av Barnes och Mcdunnough 1913. Orthosia tenuimacula ingår i släktet Orthosia och familjen nattflyn.  Arten förekommer Nordamerika och inga underarter listas i Catalogue of Life.